# 巨鬚裂腹魚
巨鬚裂腹鱼（学名：Schizothorax macropogon）为輻鰭魚綱鯉形目鲤科的其中一種。分布於亞洲中國西藏自治區的雅魯藏布江流域，體長可達33.3公分，屬草食性，成魚會在砂石河床上產卵，可做為食用魚。